# Ludovic al III-lea al Palatinatului
Ludovic al III-lea, supranumit cel Bătrân sau cel Bărbos (n. 23 ianuarie 1378, Palatinatul Elector – d. 30 decembrie 1436, Heidelberg, Palatinatul Elector), aparținând Casei de Wittelsbach a fost principe elector al Palatinatului din 1410 până la sfârșitul vieții. El a fondat ceea ce s-a numit „Linia Veche a Palatinatului” care a cârmuit până în 1559.

## Biografie

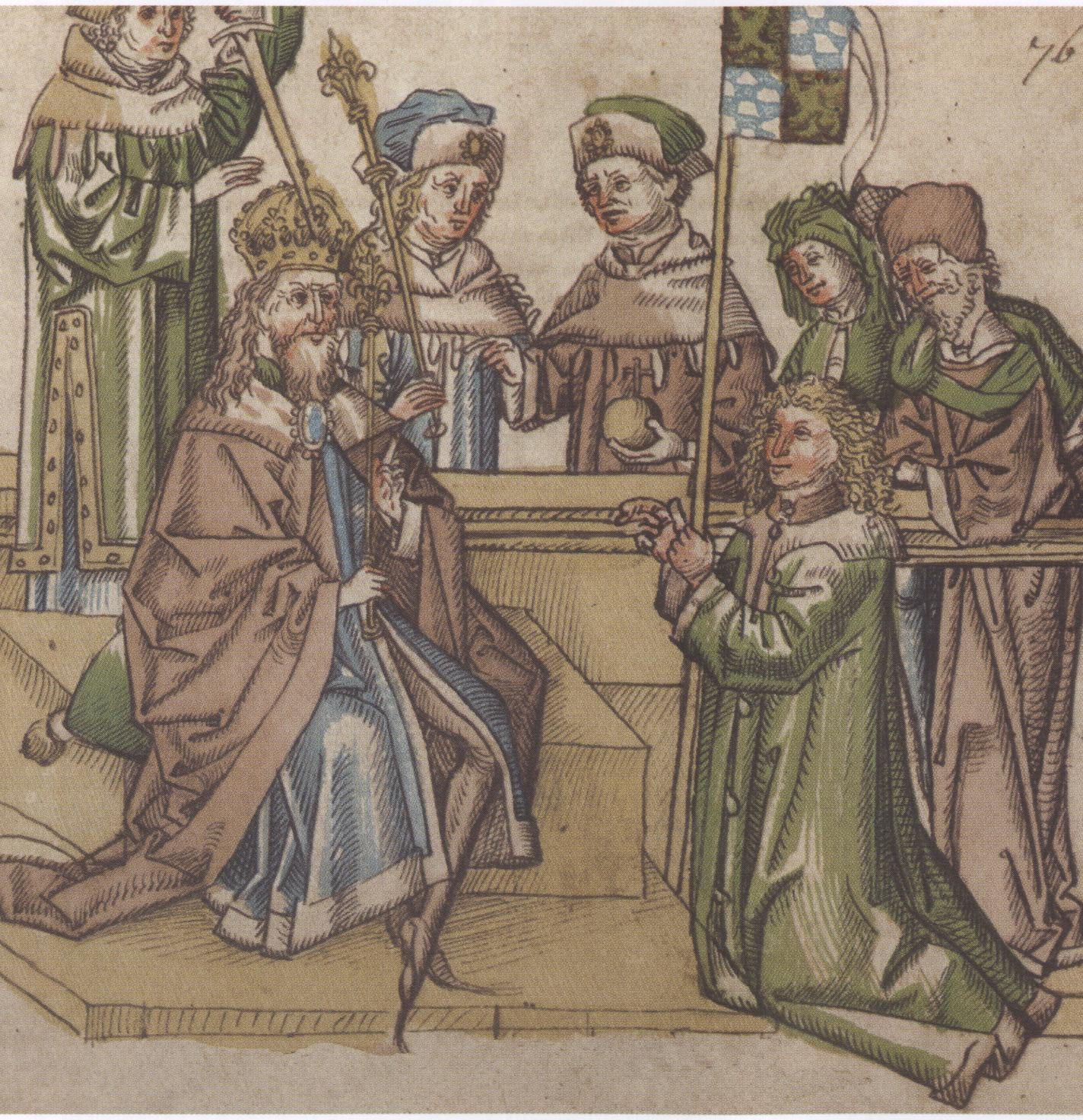
Regele Sigismund îl înfeudează pe Ludovic al III-lea cu Palatinatul (feudă cu steag) în 1411 (Cronica Conciliului de la Konstanz, Ulrich Richental, c. 1430)

Ludovic a fost cel de-al treilea fiu al principelui elector Rupert al III-lea (rege romano-german sub numele Rupert) și al soției sale, Elisabeta de Hohenzollern-Nürnberg. Frații săi mai mari, Rupert Pipan (n. 1375) și Frederic (n.c. 1376) au murit în 1397 și respectiv 1401, Ludovic devenind astfel succesorul tatălui său.

### Primii ani
Ludovic a fost implicat în guvernare încă din timpul cârmuirii tatălui său ca rege în Sfântul Imperiu Roman și ca principe elector al Palatinatului. Ludovic a fost vicar imperial în perioada 1401–1402 când tatăl său se afla într-o incursiune în Regatul  Italiei. El l-a sprijinit pe tatăl său împotriva regelui detronat Venceslau al IV-lea, dar deși inițial a avut succes, Ludovic a încheiat armistițiu în afara orașului Praga pe 2 iunie 1401.
În 1402 Ludovic al III-lea s-a căsătorit cu Blanca de Lancaster (c. 1342–1409), prințesă a Angliei care a murit înainte ca soțul ei să devină principe elector. Printre altele din zestrea ei a făcut parte așa-numita „Coroană a Palatinatului” care a devenit proprietatea familiei Wittelsbach și care se află în tezaurul Muzeului Reședinței din München. Aceasta este cea mai veche coroană engleză care a supraviețuit și despre care se crede că a fost coroana purtată de regina Ana cu ocazia nunții ei cu Richard al II-lea al Angliei.
După moartea tatălui său, moștenirea a fost împărțită între cei patru fii. La 3 octombrie 1410 Ludovic, văduv deja, era principalul moștenitor în Palatinatul Elector și succesorul tatălui său. Celelalte părți ale moștenirii au revenit celor trei frați mai mici. Ioan a primit Palatinat-Neumarkt, Otto a primit Palatinat-Mosbach-Neumarkt, iar Ștefan a primit Palatinat-Simmern. Descendenții celui din urmă aveau să cârmuiască Palatinatul Elector din 1559, după ce linia lui Ludovic s-a stins.

### Principe elector
Ludovic primise o educație foarte bună și era foarte dedicat religiei. El dorea promovarea disciplinelor facultăților de teologie, filozofie și drept în Universitatea din Heidelberg, profesorii acestor facultăți fiind bine recompensați. În 1413 a finalizat transformarea Bisericii Sf. Duh (Heiliggeistkirche), începută de tatăl său, în biserică colegială pentru paisprezece canonici membri ai universității. În 1421 a lăsat moștenire universității propriile cărți pentru uzul liber al studenților. Ludovic a avut, de asemenea, o valoroasă colecție de manuscrise. Cele două colecții au stat la baza a ceea ce a devenit mai târziu faimoasa Bibliotheca Palatina - una dintre cele mai importante biblioteci renascentiste aflate în afara Italiei.

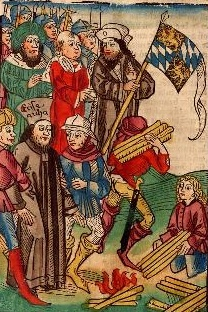
Ludovic al III-lea al Palatinatului supraveghează execuția lui Ieronim de Praga (Cronica Conciliului de la Konstanz, Ulrich Richental, c. 1430)

În ciuda poziției sale puternice în imperiu, Ludovic nu a candidat la alegerea imperială și a susținut în 1411 alegerea lui Sigismund de Luxemburg ca rege romano-german, care i-a apreciat loialitatea și la rândul său și-a respectat promisiunile făcute Palatinatului. Regele Sigismund l-a numit pe Ludovic vicar imperial. La Conciliul de la Konstanz, Ludovic a contribuit la succesul negocierilor care l-au determinat pe papa Grigore al XII-lea să abdice - gest care părea să fi înlăturat principalul obstacol în calea încheierii Schismei Apusene. Regele l-a numit apoi pe Ludovic judecător imperial fiind astfel cel responsabil de executarea hotărârilor imperiale și adjunctul Conciliului protector, adică cel ce asigura pacea în Conciliu.

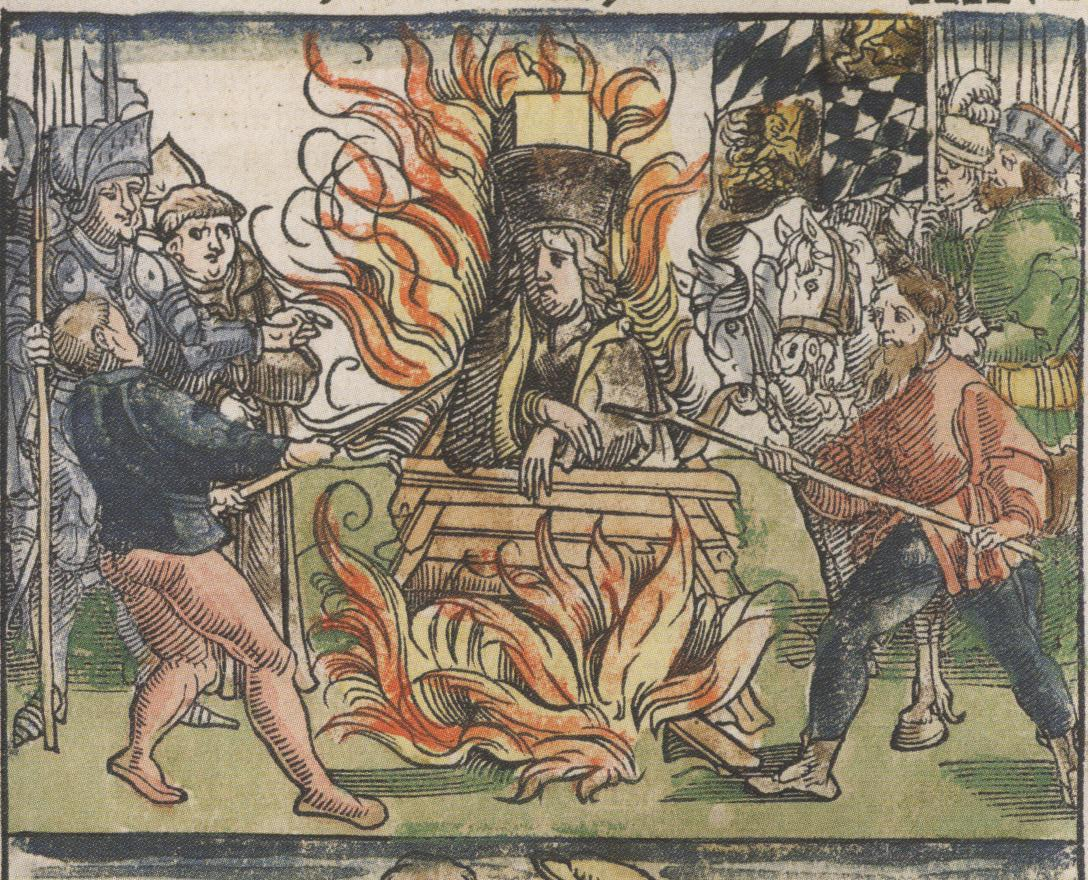
Ludovic al III-lea al Palatinatului (în dreapta purtând pălărie de principe elector) supraveghează execuția lui Jan Hus (Cronica Conciliului de la Konstanz, Ulrich Richental, c. 1430)

Ca vicar imperial și judecător imperial, Ludovic al III-lea a avut și sarcina de a pune în aplicare, în lipsa regelui, sentința (considerată lege imperială) pronunțată de Conciliu împotriva lui Jan Hus pentru erezie. Acesta a fost ars pe rug în public la 6 iulie 1415 sub supravegherea lui Ludovic. Aceeași sarcină i-a revenit și privind pe Ieronim din Praga la 30 mai 1416, care inițial fusese iertat datorită retractării tezelor sale, dar executat după reafirmarea acestora. De asemenea, regele Sigismund i-a dat sarcina ca, până la alegerea unui nou papă, să-l rețină pe antipapa Ioan al XXIII-lea, care acceptase să demisioneze în Conciliu, dar fugise din Konstanz la 20 martie 1415 probabil în speranța de a-și restabili puterea. La sfârșitul lunii aprilie, Ludovic l-a arestat pe fugar și l-a închis în Castelul Heidelberg. Acolo acesta a renunțat oficial la scaunul pontifical. În primăvara anului 1416 a fost descoperit un complot pentru eliberarea lui Ioan al XXIII-lea și ca urmare el a fost mutat pentru siguranță în timpul verii în Cetatea Eichelsheim (situată astăzi în Mannheim). La 11 noiembrie 1417 la Konstanz a fost ales papa Martin al V-lea, iar schisma a fost considerată încheiată. Prin urmare, prizonieratul lui Ioan al XXIII-lea s-a încheiat. Cu toate acestea, el și-a recâștigat libertatea abia în primăvara anului 1419, după ce a plătit costurile evadării sale din Konstanz de care Ludovic al III-lea îl făcuse răspunzător.
La 16 februarie 1415 Ludovic a devenit membru al Societății perușului îndreptată împotriva lui Ludovic al VII-lea de Bavaria-Ingolstadt al cărei membru a rămas și după ce aceasta a fost transformată în Liga de la Konstanz. În 1417 s-a căsătorit pentru a doua oară cu prințesa Matilda de Savoia. În perioada 1422–1423 a întreprins o Cruciadă Prusiană. În politica imperială în 1424, Ludovic al III-lea a făcut parte din grupul principilor electori care s-au unit împotriva regelui Sigismund.
La 20 mai 1426 a murit fiul său Rupert (din prima căsătorie), cunoscut sub numele de „Rupert englezul” care urma să-l moștenească și care fusese pregătit pentru guvernare. Ludovic a fost atât de șocat de moartea lui încât a decis în 1427 să plece în pelerinaj în Țara Sfântă de unde s-a întors grav bolnav.
Începând din 1430 Ludovic al III-lea a fost aproape orb și de aceea a fost nevoit să-l implice pe fratele său, Otto, în guvernare. Treptat Otto a devenit regent, dar Ludovic îi impusese ca toate deciziile importante să le ia împreună cu un grup de consilieri. Totuși Otto nu a respectat întotdeauna această condiție. Viața lui Ludovic s-a transformat în tragedie. Pe 9 iunie 1435 soția sa, Matilda, și Otto împreună cu 25 de consilieri au preluat puterea.

### Moartea și succesiunea
Ludovic a murit la Heidelberg la 30 decembrie 1436 și a fost înmormântat acolo în Biserica Sf. Duh. În 1438 a fost înmormântată lângă el și soția sa, Matilda.
Succesorul său ca principe elector al Palatinatului a fost fiul său cel mai mare, Ludovic al IV-lea (1424–1449), care a murit la vârsta de 25 de ani și și-a lăsat moștenitorul copilului său, Filip (1448–1508), în vârstă de un an. Unchiul său, Frederic I cel Învingător (1425–1476), al doilea fiu cel mai mare al electorului Ludovic al III-lea, a domnit pentru el până la sfârșitul vieții.

## Căsătorii și descendenți
La 15 august 1401 la Köln Ludovic al III-lea s-a căsătorit cu Blanca, prințesa Angliei (1392–1409), fiica regelui Henric al IV-lea și a soției sale, Maria de Bohun. Din această căsătorie a rezultat un fiu:
- Rupert (n. 22 mai 1406 Heidelberg – d. 20 mai 1426, înmormântat în Biserica Sf. Duh din Heidelberg); până la sfârșitul vieții, a fost succesorul prezumtiv al tatălui său, ca principe elector.

Ludovic al III-lea s-a căsătorit din nou la 30 noiembrie 1417 la Pignerol, cu principesa Matida (Mechthild) de Savoia (c. 1390–1438), sora Margaretei de Savoia, fiica lui Amadeus de Savoia, principele titular de Ahaia și domn al Piemontului, și a Ecaterinei, fiică a contelui Amadeus al III-lea de Geneva. Din această căsătorie au rezultat următorii copii:
- Matilda (1419–1482) căsătorită în 1436 cu contele Ludovic I de Württemberg (1411/1412–1450) și în 1452 cu arhiducele Albert al VI-lea al Austriei (1418–1463);
- Ludovic (1424–1449) căsătorit în 1445 cu prințesa Margareta de Savoia (1420–1479), văduva regelui titular Ludovic al III-lea de Anjou;
- Frederic (1425–1476) logodit în 1427 cu Elisabeta de Bavaria (căsătorită cu contele Ulrich al V-lea de Württemberg-Stuttgart în 1445) și căsătorit în 1462 cu Clara Tott (descendenții lor fiind conții, respectiv prinții, de Löwenstein-Wertheim);
- Rupert (1427–1480), arhiepiscop de Köln din 1463;
- Margareta (c. 1428–1466) călugăriță în Mănăstirea din Liebenau lângă Worms;
- o fiică, probabil călugăriță în Köln.